# 短掌陸寄居蟹
短掌陸寄居蟹（学名：Coenobita brevimanus），又名短腕陸寄居蟹，为陸寄居蟹科陸寄居蟹屬下的一个种。
陸寄居蟹中，除椰子蟹外又以短掌陸寄居蟹為最耐旱和最大品種，生存範圍從海邊叢林深至內陸一公里以上的海岸林。
特徵：左螯明顯大於右螯，眼睛形狀像是細細的火柴棒，顏色多為紫色、藍色，桃紅色，偶爾有鮮紅色的個體出現。
牠們的分布地由東非至日本。

## 扩展阅读
- 維基物種上的相關：短掌陸寄居蟹